# Brigádní generál
Brigádní generál (zkratka brig. gen.) je vojenská hodnost. Je to nejnižší generálská hodnost.
V Armádě České republiky je nejbližší nižší hodností plukovník a nejbližší vyšší hodností generálmajor. Hodnostní označení je jedna velká pěticípá zlatá hvězda se zlatým lemováním výložek a lipové ratolesti kolem státního znaku na pokrývce hlavy.
Brigádní generál zpravidla velí brigádě.